# Fáy Bertalan
Fáji Fáy Bertalan (18–19. század) Heves és Külső-Szolnok vármegye alispánja, főispáni adminisztrátora, Torna vármegye főispánja.
1787. október 24-től 1800. június 1-ig Heves és Külső-Szolnok vármegye alispánja, 1800. június 6. – 1804. október 8. között főispánja (adminisztrátora), majd kinevezését követően 1804. október 19-től Torna vármegye főispánja. 1810-ben császári és királyi udvari tanácsosi kitüntetést kapott.
Kézirati munkája: Opus juris Lányianum.